# هيلج جنسن
هيلج جنسن (بالدنماركية: Helge Jensen)‏ هو متسابق خماسي حديث دنماركي، ولد في 12 مايو 1896 في كوبنهاغن في الدنمارك، وتوفي في 2 ديسمبر 1961.

## وصلات خارجية
- هيلج جنسن على موقع أوليمبيديا (الإنجليزية)